# Phlomostachys
Phlomostachys é um género botânico pertencente à família Bromeliaceae.

## Espécies
- Phlomostachys gigantea Beer